# Синьфу (Ляонин)
Синьфу́ (кит. упр. 新抚, пиньинь Xīnfǔ) — район городского подчинения городского округа Фушунь провинции Ляонин (КНР). Первый иероглиф названия означает «новый», второй — взят из слова «Фушунь», то есть название можно понимать как «Новый Фушунь». Здесь расположен политический и экономический центр Фушуня

## История
Район был образован в 1948 году. Затем он был ликвидирован, но в 1952 году был создан вновь.

## Административное деление
Район Синьфу делится на 8 уличных комитетов.

## Соседние административные единицы
Район Синьфу граничит со следующими административными единицами:
- Район Шуньчэн (на севере)
- Район Дунчжоу (на юго-востоке)
- Район Ванхуа (на юго-западе)

## Достопримечательности
- Фушуньская тюрьма для военных преступников